# Cornbugs
Cornbugs war eine US-amerikanische Experimental-Metal-Band aus San Dimas, Kalifornien, die im Jahr 1995 gegründet wurde. Sie bestand aus Sänger Bill „Choptop“ Moseley, Gitarrist Buckethead, Schlagzeuger Pinchface und Keyboarder Travis Dickerson. Die Band veröffentlichte fünf Alben, zwei DVDs, und drei Kompilationen, bevor sie sich im Jahr 2007 trennten.

## Geschichte
Die Band veröffentlichte ihr Debütalbum namens Spot the Psycho im Jahr 1999. Die nächste Veröffentlichung folgte im Jahr 2001, als ihr zweites Album Cemetery Pinch erschien. Das dritte Album How Now Brown Cow folgte noch im selben Jahr. Alle drei Alben wurden über die Website von Bill Moseley veröffentlicht und verkauft.
Im Jahr 2004 folgte mit Brain Circus das vierte Album. Das Album wurde über das Label  TDRS Music des neuen Keyboarders Travis Dickerson veröffentlicht. Später im Jahr veröffentlichte die Band das fünfte und letzte Studioalbum, das den Namen Donkey Town trug.
In den Jahren 2005 und 2006 fasste TDRS Music die meisten der frühen Veröffentlichungen von Cornbugs zusammen und veröffentlichte diese neu gemastert auf den Kompilationen Rest Home for Robots, Skeleton Farm und Celebrity Psychos.
Die Band verkündete ihre Auflösung im Jahr 2007, nachdem die beiden DVDs Quackers! und Headcheese veröffentlicht wurden.

## Diskografie
Alben
- Spot the Psycho (1999)
- Cemetery Pinch (2001)
- How Now Brown Cow (2001)
- Brain Circus (2004)
- Donkey Town (2004)

Kompilationen
- Rest Home for Robots (2005)
- Skeleton Farm (2005)
- Celebrity Psychos (2006)

DVDs
- Quackers! (2007)
- Headcheese (2007)